# A Farewell to Kings (låt)
"A Farewell to Kings" är en låt av den kanadensiska progrockbandet Rush. Låten är titelspåret på albumet A Farewell to Kings släppt 1 september 1977. Den var även med på livealbumet Different Stages.
"A Farewell to Kings" var ej kvar länge i bandets konserter. Den spelades endast från 20 augusti 1977 till 29 maj 1979. Totalt spelades den 288 gånger.
En musikvideo till låten släpptes på YouTube mars 2018.